# 愛知県道212号窯元東古瀬戸線

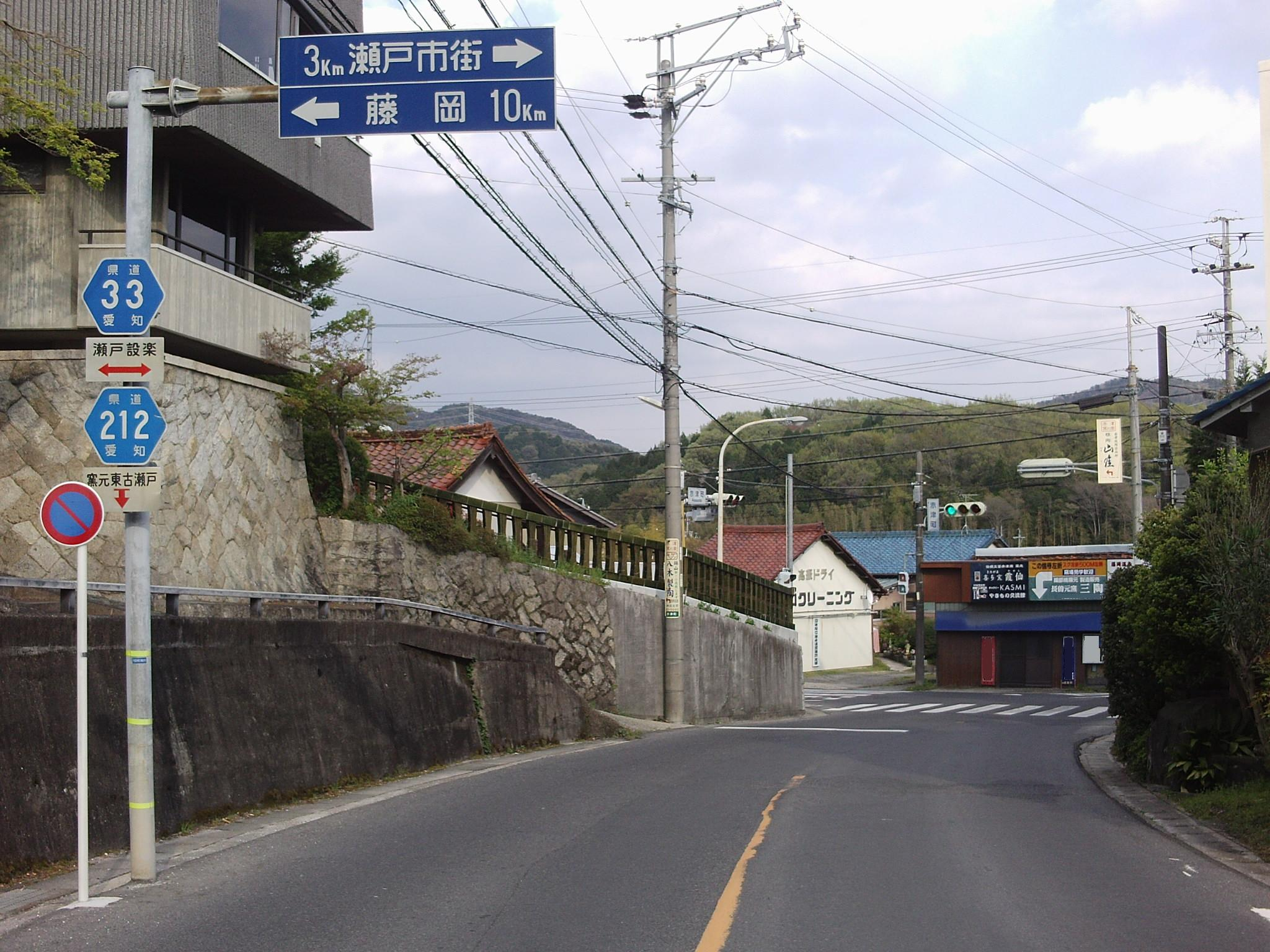
起点。この道は陶芸の町瀬戸を象徴する街並みがある。

愛知県道212号窯元東古瀬戸線（あいちけんどう212ごう かまもとひがしこせとせん）は、愛知県瀬戸市内を走る一般県道である。

## 概要

### 路線データ
- 起点：愛知県瀬戸市窯元町（赤津町交差点東方）
- 終点：愛知県瀬戸市東古瀬戸町（東古瀬戸町交差点）
- 延長：約1.8 km

## 沿革
- 1959年12月15日 認定

## 地理

### 通過する自治体
- 愛知県
  - 瀬戸市

### 交差する道路
- 愛知県道22号瀬戸環状線・愛知県道33号瀬戸設楽線（重複区間）
- 国道248号・国道363号（重複区間）

### 沿線
- 瀬戸赤津郵便局
- 赤津焼会館
- 東明公民館
- 瀬戸市立赤津保育園（休園中）
- 旧・瀬戸市立東明小学校（2020年に廃校）
- 高野山金剛院
- 瀬戸市立 古瀬戸保育園
- 旧・瀬戸市立古瀬戸小学校（2020年に廃校）